# GRB 090429B
GRB 090429B – rozbłysk gamma zaobserwowany przez satelitę Swift 29 kwietnia 2009 w obrębie gwiazdozbioru Psów Gończych. Jego odległość szacowana jest na 13,14 miliardów lat świetlnych.
W dniu 29 kwietnia 2009 r. pulsacja promieni gamma w gwiazdozbiorze Psów Gończych trwająca 5 sekund wywołała alert na satelicie Swift.
Około 2,5 godziny po wystąpieniu rozbłysku przeprowadzono serię obserwacji z Gemini North, która wykryła jasny obiekt w podczerwieni. Gdy poświata po rozbłysku zanikła, obserwacje rejonu przeprowadziły teleskopy Gemini North i HST, jednak nie znalazły galaktyki, w której nastąpił rozbłysk. Choć ten rozbłysk został wykryty w 2009 roku, dopiero w maju 2011 r. oszacowano jego odległość. Wybuch miał fotometryczne przesunięcie ku czerwieni o wartości z = 9,4, co uczyniło go najbardziej odległym GRB (chociaż margines błędu tego szacowania był duży, a rzeczywista wartość mogła wynosić z > 7).
Ilość energii, uwolniona w wyniku rozbłysku, została oszacowana na 3,5 × 1052 erg. Dla porównania jasność Słońca wynosi 3,8 × 1033 erg/s.